# Le Rappel des oiseaux
Pour plus de détails, voir Fiche technique et Distribution.
Le Rappel des oiseaux est un film français réalisé par Stéphane Batut et sorti en 2015.

## Fiche technique
- Titre : Le Rappel des oiseaux
- Réalisation :	Stéphane Batut
- Scénario : Laurent Roth et Frédéric Videau
- Photographie : Stéphane Batut et Sébastien Buchmann
- Son : Stéphane Batut, Mikaël Kandelman et Jean-Barthélémy Velay
- Montage : Fabrice Rouaud
- Production : Zadig Productions
- Distribution : JHR Films
- Pays d’origine :  France
- Durée : 40 minutes
- Date de sortie : France - 15 avril 2015

## Distinctions

### Récompense
- Cinéma du réel 2014 : prix du patrimoine de l'immatériel[1]

### Sélections
- Viennale 2014[2]
- Festival Échos d'ici, échos d'ailleurs, sur les pas de Christophe de Ponfilly de Labastide-Rouairoux[3]